# Márton András (zenész)
Márton András (Budapest, 1954. december 7. –) dobos, a KFT zenekar és a Sc.Art együttes alapító tagja. A KFT lemezein dalszerzőként és énekesként is közreműködik.

## Pályafutása
1989-ben hozta létre a SzemTanú Időutazók Magazinját, melynek 1990 és 1997 között kiadója és főszerkesztője is volt.
1990-ben jelent meg Yesterday című könyve, melyben a Beatles valamennyi dalszövegét magyar nyelvű fordításában adta közre. A kiadvány számos újrakiadásban is megjelent. Mikó István 2011-es Beatles darabját, a Bolond a hegytetőnt a könyvben található fordítások felhasználásával írta.
1994-ben indította útjára találmányát, a Memory Plus súgógépet, melyet televíziós produkciók azóta széles körben alkalmaznak.
1996-ban a KFT zenekar Bál az Interneten koncertjének producere:
a koncert az első nemzetközi művészeti esemény, amelyen a világ különböző pontjain (Budapest, Dublin, Los Angeles) lévő művészek egyidejűleg, szinkronizáltan vesznek részt a produkcióban az Internet és más számítógépes, telekommunikációs technikák segítségével.
Márton András a Kapolcsi Művészetek Völgye "UFO-fogadó bizottságának elnöke, űrparancsnok."
2011 óta a Pulispace művészeti vezetője.

## Díjai
- A Magyar Köztársasági Érdemrend lovagkeresztje (2006)